# Щербово (Ивановская область)
Щербово — село в Савинском районе Ивановской области России, входит в состав Савинского сельского поселения.

## География
Село расположено в 6 км на север от райцентра посёлка Савино.

## История
В 1794 году в селе началось строительство холодной каменной церкви. Окончено строительство и освящена церковь была в 1802 году. Престол в ней был один — в честь Святителя и Чудотворца Николая. Теплая церковь построена в 1834 году. Престол в ней один — в честь Благовещения Пресвятой Богородицы. Приход состоял из села и деревень: Большое Кстово, Жабриха, Маносиха, Стародворки, Вязовое, Столбищи. В селе существовала церковно-приходская школа, помещавшаяся в собственном каменном здании, построенном в 1890 году попечителем школы —— купеческим сыном Григорием Васильевым. 
В конце XIX — начале XX века село входило в состав Егорьевской волости Ковровского уезда Владимирской губернии. В 1859 году в селе числилось 14 дворов, в 1905 году — 20 дворов.
С 1929 года село входило в состав Савинского сельсовета Ковровского района Ивановской области, с 1935 года — в составе Савинского района, с  2005 года — в составе Савинского сельского поселения.

## Население
| 1859 | 1905 |
| ---- | ---- |
| 127  | 107  |

| 1859 | 1905 | 2010 |
| ---- | ---- | ---- |
| 127  | ↘107 | ↘3   |

## Достопримечательности
В селе находится действующая Церковь Рождества Пресвятой Богородицы